# Jocky Wilson's Darts Compendium
Jocky Wilson's Darts Compendium is een computerspel dat werd ontwikkeld en uitgegeven door Zeppelin Games Limited. Het spel kwam vanaf 1988 uit een aantal homecomputers. In het spel kan de speler dart speler. De naam van het spel verwijst naar de Schotse darter Jocky Wilson. Het spel is Engelstalig.
Het spel kan op drie manieren gespeeld worden:
- toernooi (met 16 spelers waarvan vier door de speler bestuurd)
- head to head (twee spelers)
- round the clock (met een speler zo snel mogelijk 1 t/m 20 gooien)

## Platforms
| Jaar | Platform                                            |
| ---- | --------------------------------------------------- |
| 1988 | Amstrad CPC, Atari 8-bit, Commodore 64, ZX Spectrum |
| 1990 | Amiga, Atari ST                                     |

## Ontvangst
| Beoordeeld door                | Platform | Datum         | Score |
| ------------------------------ | -------- | ------------- | ----- |
| Computer and Video Games (CVG) | Amiga    | februari 1991 | 77%   |
| Amiga Joker                    | Amiga    | oktober 1990  | 72%   |